# کارینولا
کارینولا (به ایتالیایی: Carinola) یک کومونه در ایتالیا است که در استان کسرتا واقع شده‌است.

## خصوصیات
کارینولا ۶۳٫۷ کیلومترمربع مساحت و ۸٬۱۶۴ نفر جمعیت دارد و ۷۱ متر بالاتر از سطح دریا واقع شده‌است.